# Tadeusz Grodyński
Tadeusz Grodyński (ur. 29 października 1888 w Krakowie, zm. 24 maja 1958 w Londynie) – polski ekonomista, działacz państwowy II Rzeczypospolitej, skarbowiec, jeden z najwybitniejszych znawców zagadnień budżetowych.

## Życiorys
Był synem Wilhelma oraz Marii. Ukończył Gimnazjum św. Anny w Krakowie, uzyskując w 1906 świadectwo dojrzałości. Następnie studiował na Wydziale Prawa Uniwersytetu Jagiellońskiego, otrzymując w 1910 absolutorium i uzyskując w 1911 po złożeniu wymaganych egzaminów stopnia doktora prawa. W 1911 podjął pracę w Prokuratorii Skarbu we Lwowie. W latach 1912–1914 odbył studia z zakresu międzynarodowego prawa publicznego i prywatnego na Wydziale Prawa Uniwersytetu Paryskiego i w sekcji dyplomatycznej École Libre des Sciences Politiques. Po studiach podjął pracę zawodową w Prokuratorii Skarbu we Lwowie, z kolei w kwietniu 1916 r. przeszedł do Ministerstwa Skarbu w Wiedniu, gdzie objął stanowisko referenta w Departamencie Podatków Bezpośrednich. 
W latach 1909–1910 zaczął publikować na łamach „Przeglądu Prawa i Administracji”.

### II Rzeczpospolita
W 1918 r. trafił do Ministerstwa Skarbu w Warszawie, w którym od 1919 r. był naczelnikiem wydziału, a następnie dyrektorem Departamentu Finansów. Z kolei w latach 1926–1927 kierował Departamentem Budżetowym. Następnie w okresie 1927–1931 był podsekretarzem stanu w Ministerstwie Skarbu, w latach 1935–1939 wiceminister skarbu. Po dymisji Gabriela Czechowicza pełnił obowiązki ministra skarbu od 8.03. do 13.04.1929 r. (do czasu objęcia resortu przez Ignacego Matuszewskiego) w rządzie Kazimierza Bartla. Podczas krótkiego urzędowania, wziął udział w sejmowej debacie nad wnioskiem opozycji o postawienie ówczesnego ministra skarbu przed Trybunałem Stanu za przekroczenia budżetowe w roku 1927/1928. Przypominał posłom, że nie był to pierwszy taki przypadek w dziejach polskiej skarbowości, a wydatków wykraczających poza ustawę skarbową dokonywał już gabinet Władysława Grabskiego w 1924 r. Grodyński jako wykształcony w „austriackiej tradycji formalizmu budżetowego” konserwatysta w sprawach budżetowych starał się stać na straży przestrzegania przyjętych w doktrynie zasad skarbowych, co powodowało jego konflikty z przedstawicielami obozu sanacji, zwłaszcza z wiceministrem skarbu Stefanem Starzyńskim. Po powstaniu gabinetu Aleksandra Prystora 30 maja 1931 r. odszedł z resortu i został przeniesiony w stan spoczynku. Wrócił do ministerstwa w randze sekretarza stanu (22.10.1935 r.), gdy resortem zaczął kierować Eugeniusz Kwiatkowski. W tym okresie Grodyński zajął się kwestiami budżetowymi, odpowiadając w tym okresie za politykę budżetową ministerstwa. Uznawany za jednego z twórców i współautorów polskiej polityki budżetowej.

#### Kariera naukowa
Od 1922 wykładał w Wyższej Szkole Handlowej (późniejszej Szkole Głównej Handlowej) w Warszawie. Wykładowcą był do wybuchu II wojny światowej. W grudniu 1931 habilitował się na Wydziale Prawa i Administracji UJ jako docent prawa skarbowego i nauki skarbowości. W 1936 został mianowany profesorem zwyczajnym prawa budżetowego Uniwersytetu Warszawskiego. W latach 30. XX w. profesor w katedrze skarbowości Szkoły Głównej Handlowej w Warszawie. 4 kwietnia 1936 r. prezydent Ignacy Mościcki mianował go profesorem zwyczajnym prawa budżetowego na Uniwersytecie Józefa Piłsudskiego w Warszawie.
Autor monograficznego opracowania systemu skarbowości polskiej. Specjalista prawa budżetowego i skarbowego oraz międzynarodowego prywatnego. Główne jego prace poświęcone były prawu budżetowemu: wydane w 1925 roku Prawo budżetowe, w 1932 roku - Zasady budżetowania w Polsce i za granicą, oraz najobszerniejsza praca wydana w 1938 roku - Zasady prawa budżetowego. Był jednym z najwybitniejszych w Polsce specjalistów w zakresie prawa budżetowego, twórcą opartego na obcych wzorach, lecz z dużą dozą samodzielności, polskiego systemu budżetowania i wybitnym znawcą zagadnień finansów publicznych. W zakresie międzynarodowego prawa prywatnego ogłosił w 1914 jedną z podstawowych prac: Międzynarodowe prawo prywatne w Polsce. W opinii historyka gospodarki prof. Zbigniewa Landaua był najwybitniejszym polskim znawcą zagadnień skarbowych w okresie II Rzeczypospolitej.

### II wojna światowa i życie na emigracji
Po wybuchu wojny udał się na emigrację do Wielkiej Brytanii. Aktywnie uczestniczył w politycznym, społecznym i naukowym życiu polskiej diaspory. W latach 1940–1958 pełnił na emigracji funkcję członka kolegium Najwyższej Izby Kontroli Państwa. Na emigracji wykładał polskie prawo budżetowe na Wydziale Prawa w Oksfordzie (1944–1947) w Szkole Nauk Politycznych i Społecznych (1949–1951). Po utworzeniu Polskiego Uniwersytetu na Obczyźnie w 1951 roku został jego profesorem zwyczajnym i przewodniczącym Komisji Wydziałowej Ekonomicznej. Ponadto był prezesem Stowarzyszenia Ekonomistów Polskich w Zjednoczonym Królestwie, przewodniczący Komisji Rewizyjnej Komitetu Obywatelskiego Pomocy Uchodźcom Polskim. W 1950 został jednym z członków założycieli Polskiego Towarzystwa Naukowego na Obczyźnie. Do śmierci pełni stanowisko Głównego Komisarza Wyborczego oraz był członkiem Kapituły Orderu Odrodzenia Polski. 

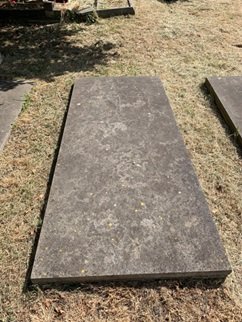
Grób Tadeusza Grodyńskiego w North Sheen

Zmarł 24 maja 1958 w Londynie. Został pochowany na cmentarzu North Sheen.  

## Okres kierowania ministerstwem
- 8.03 - 13.04.1929[7]
- p.o. 13-14.04.1929

## Ordery i odznaczenia
- Krzyż Komandorski z Gwiazdą Orderu Odrodzenia Polski (10 listopada 1928)[8][9]
- Krzyż Oficerski Orderu Odrodzenia Polski (2 maja 1923)[10][11]

## Prace
- Ustawodawstwo emigracyjne na tle porównawczym ze szczególnym uwzględnieniem ustawy austriackiej 1904 r. (1912)
- Pomoc prawna w obrocie międzynarodowym na tle konferencji haskich i austriackiego procesu cywilnego (1913)
- Międzynarodowe prawo prywatne na tle stosunków między dzielnicami Polski (1914)
- Polskie prawo budżetowe (1925)
- Zasady gospodarki budżetowej w Polsce na tle porównawczem, Kraków 1932
- Budżety Francji i Niemiec w dobie kryzysu (1935)
- Budżet w Trzeciej Rzeszy (1935)
- Zasady prawa budżetowego (1938)